# Fresco (bebida)

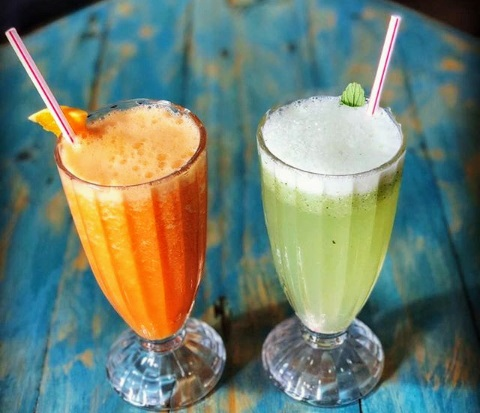
Frescos de melón en leche y de limón con hierbabuena.

Los frescos son una bebida helada a base, principalmente, de jugos frutales mezclados con agua o leche, típicos en Costa Rica. Su origen, espontáneo en un territorio tropical con amplia producción agrícola, los ha consolidado como un pilar para la cocina criolla de ese país, donde se registra el octavo consumo de jugo natural más elevado en todo el planeta, con hasta 102 millones de litros fluidos para 2016, cercano a los 20 l por persona. La forma en la que se preparan y utilizan tiene semejanzas con las aguas frescas mexicanas.
Por su amplia popularidad pueden encontrarse incontables frescos en los que se combinan (a base de agua o leche) todo tipo de ingredientes vegetales, principalmente frutas, con abundante hielo y un edulcorante. Sin embargo, existen variedades muy frecuentes que emplean desde cereales, verduras, hojas, semillas, cáscaras, raíces y flores, hasta una gran cantidad de siropes como la cola roja, el dulce de tapa, la zarzaparrilla o el extracto de vainilla. Por esta razón, hay unos frescos que incluso requieren cocción, ser colados o dejarse reposar; mientras que otros pueden únicamente encontrarse en alguna de las cuatro zonas culinarias que tiene Costa Rica.
En cuanto a los beneficios de su consumo —al ser en su mayoría naturales— los frescos destacan especialmente por sus propiedades refrescantes e hidratantes, pero además pueden aportar al organismo vitaminas, fibra alimentaria, flavonoides, ácidos grasos e hidratos de carbono. hol
a

## Tipos

### En agua
Las variedades que utilizan el agua como solvente son las más comunes, ya que la naturaleza de muchas frutas o ingredientes no permite su mezcla con la leche. Sin embargo, algunos de estos frescos sí son muy populares en leche, de manera que la siguiente lista contiene tanto las bebidas elaboradas exclusivamente con agua, como las que pueden sustituirla con leche:
| - Aguadulce - Avena - Carambola - Carao - Cas | - Cáscaras cítricas - Cáscaras de piña - Cebada - Ciruela - Frutas con sirope | - Guanábana - Guapinol - Guayaba - Güisaro - Hierbabuena | - Horchata - Jamaica - Jocote - Limón - Linaza | - Mandarina - Mango - Maracuyá - Marañón - Matrimonio | - Melón - Mora - Mozote - Nance - Naranja | - Naranjilla - Pepino - Pinol - Piña - Pozol | - Remolacha - Sandía - Semillas de chan - Sirope de kola - Tamarindo | - Uva - Pomelo - Zacate de limón - Zanahoria - Zapote |

El aguadulce puede también mezclarse con zumo de limón. En el Caribe además le añeden jengibre, llamándolo «hiel» (nombre mekatelyu del jengibre) o «agua e' sapo».

### En leche
Los frescos en leche también se conocen como «batidos», se destacan además por su mayor contenido de grasa y azúcar. No es común en la cocina costarricense elaborar a base de agua las siguientes bebidas, por lo que se preparan casi que únicamente con leche: banano, fresa, papaya, resbaladera (tipo de horchata de arroz con nuez moscada, sin maní) y vainilla (tanto en esencia como en polvo de crema).

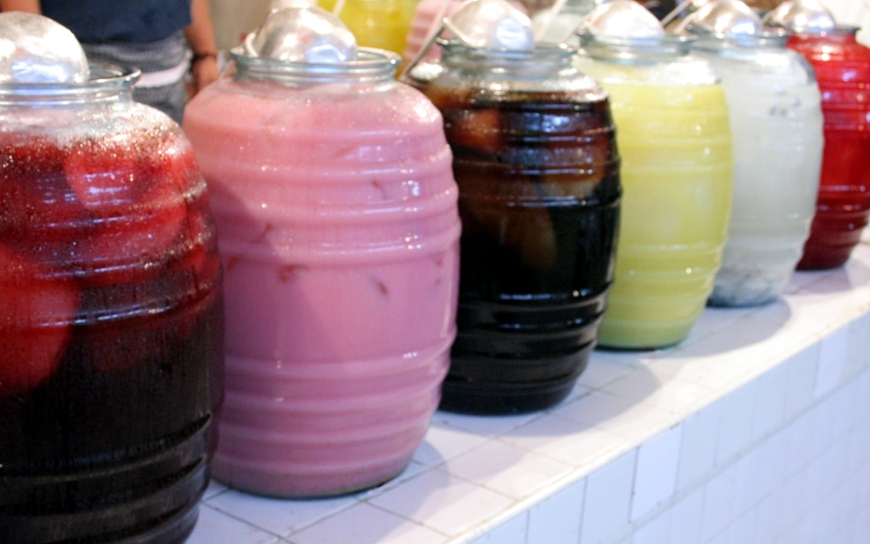
Frescos variados.
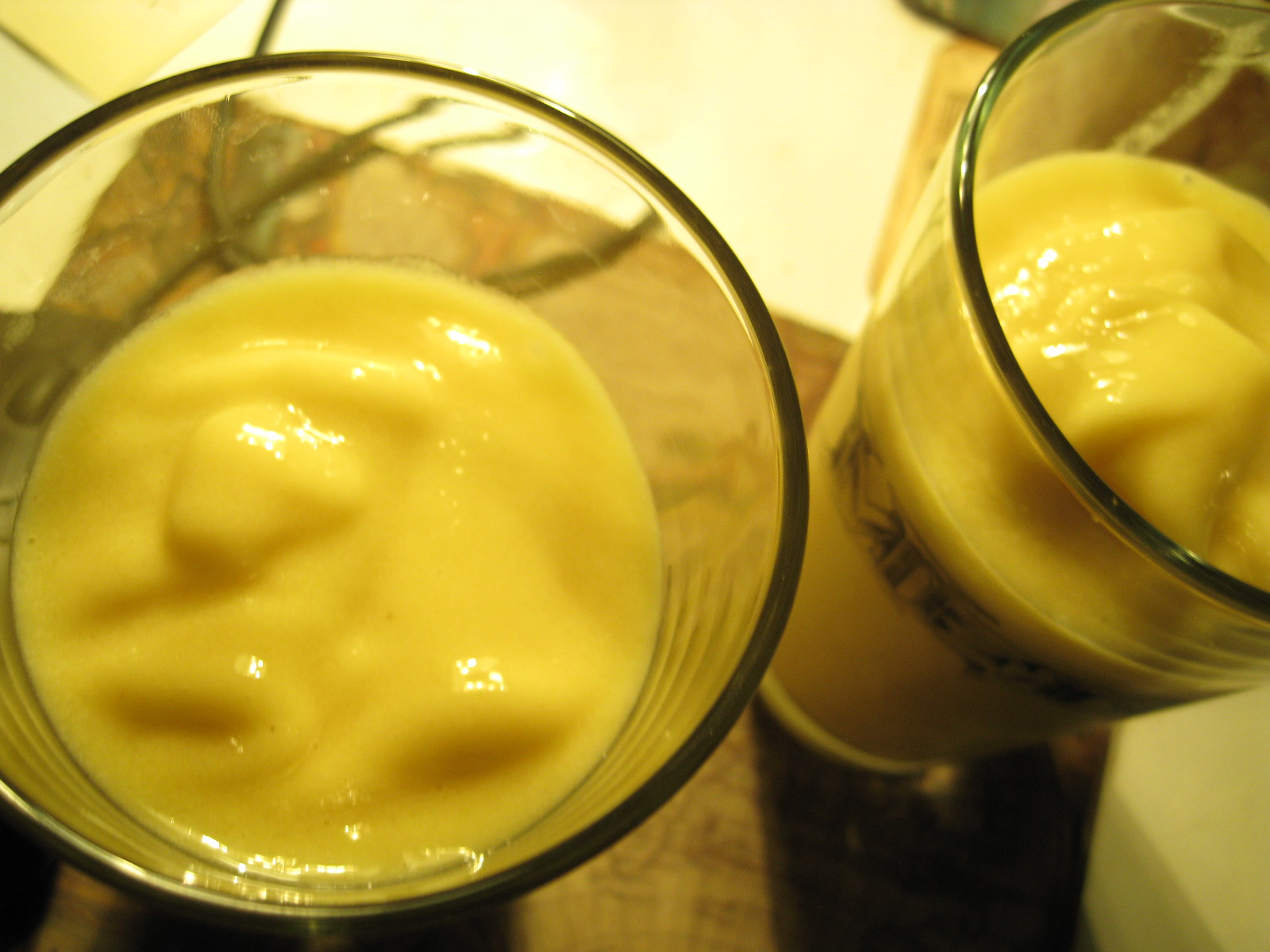
Mango en leche.
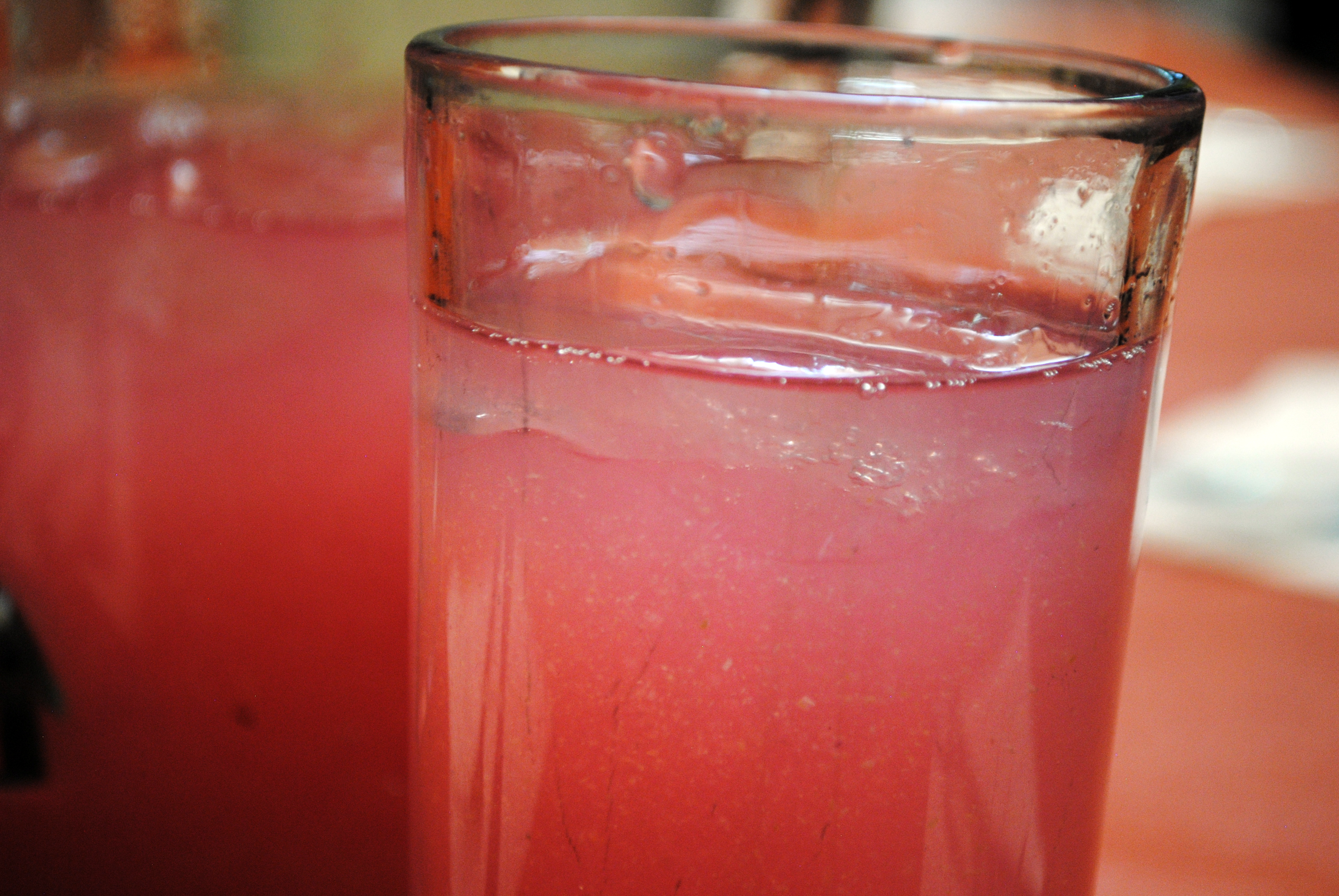
Fresco de guayaba.
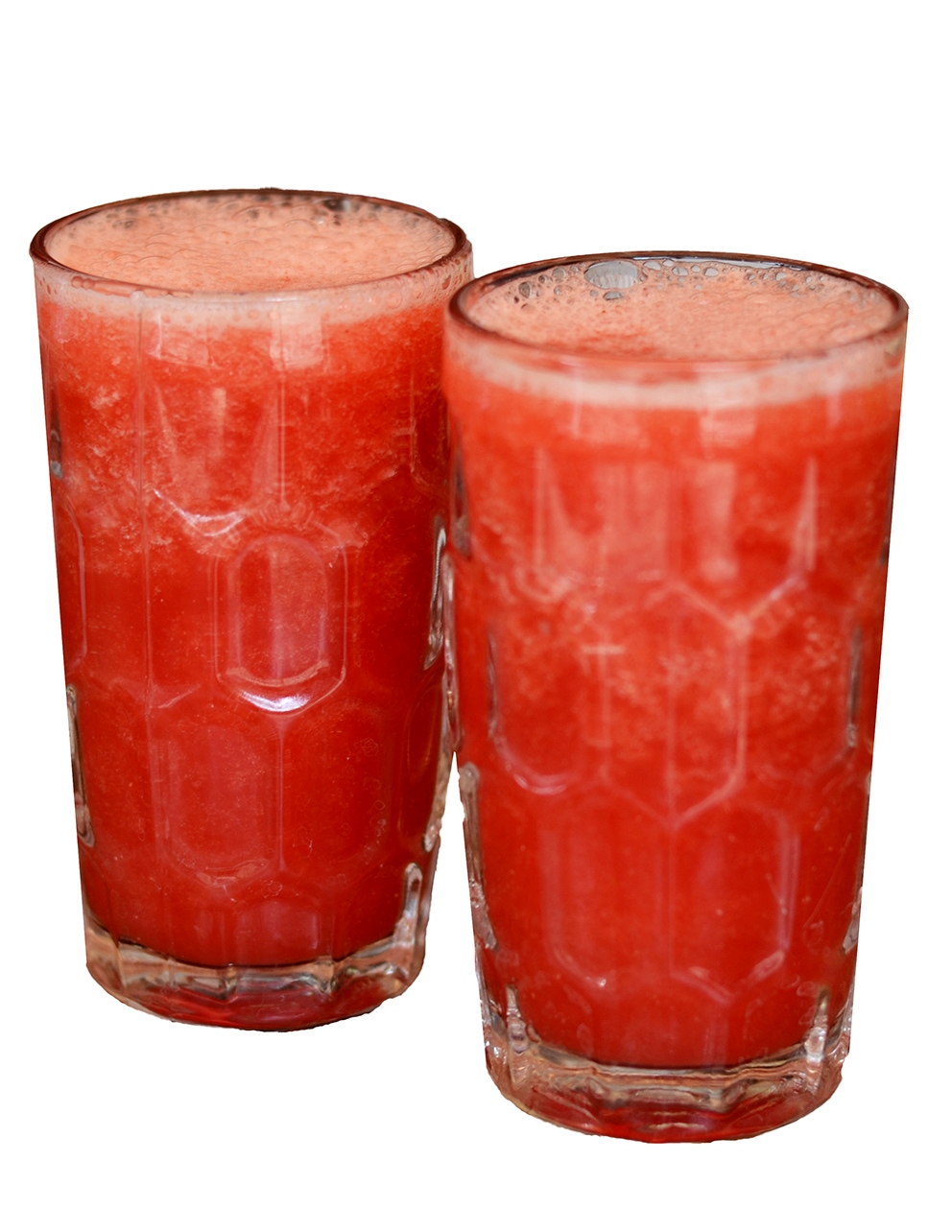
Fresco de sandía.
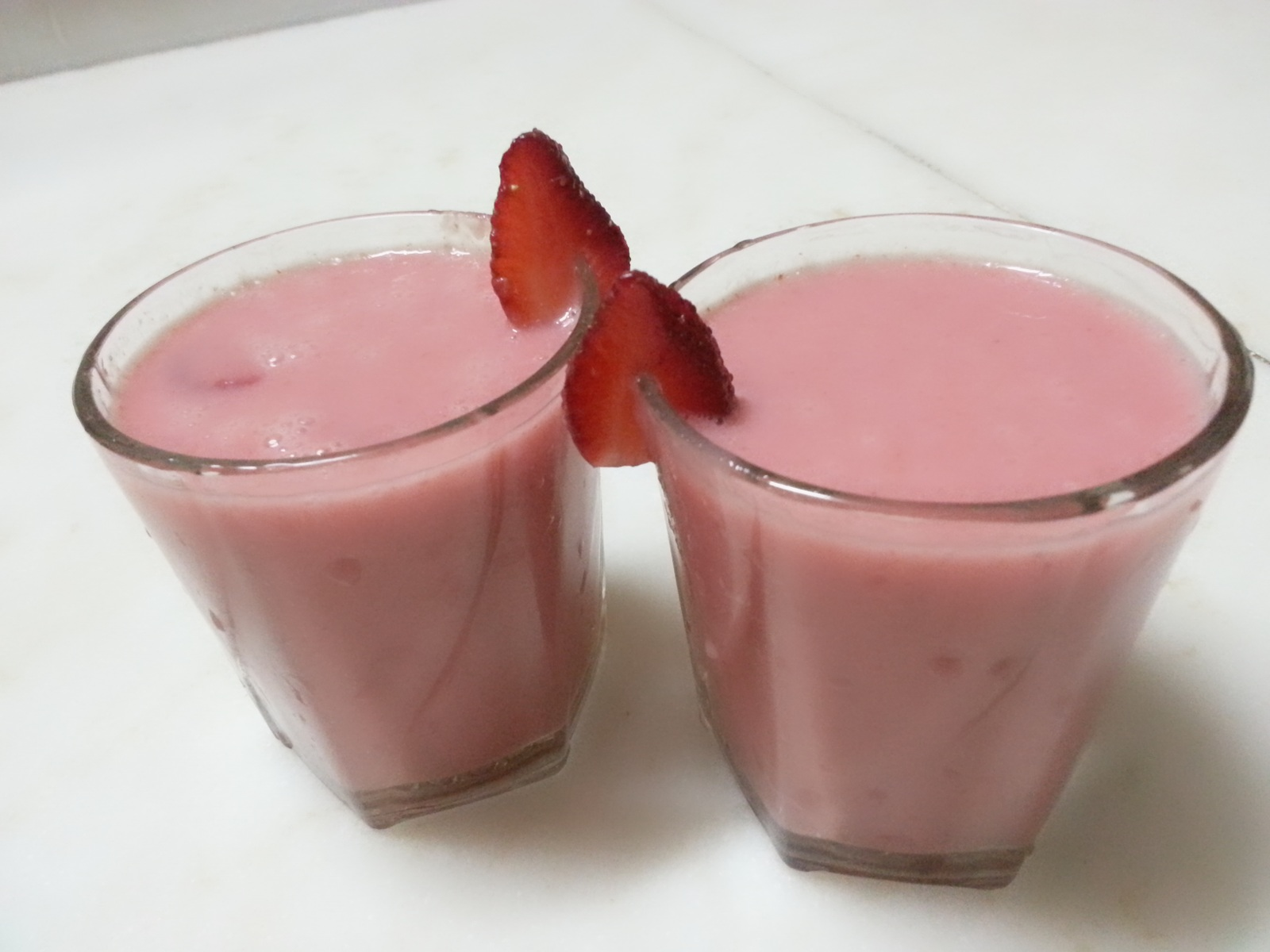
Fresa en leche.
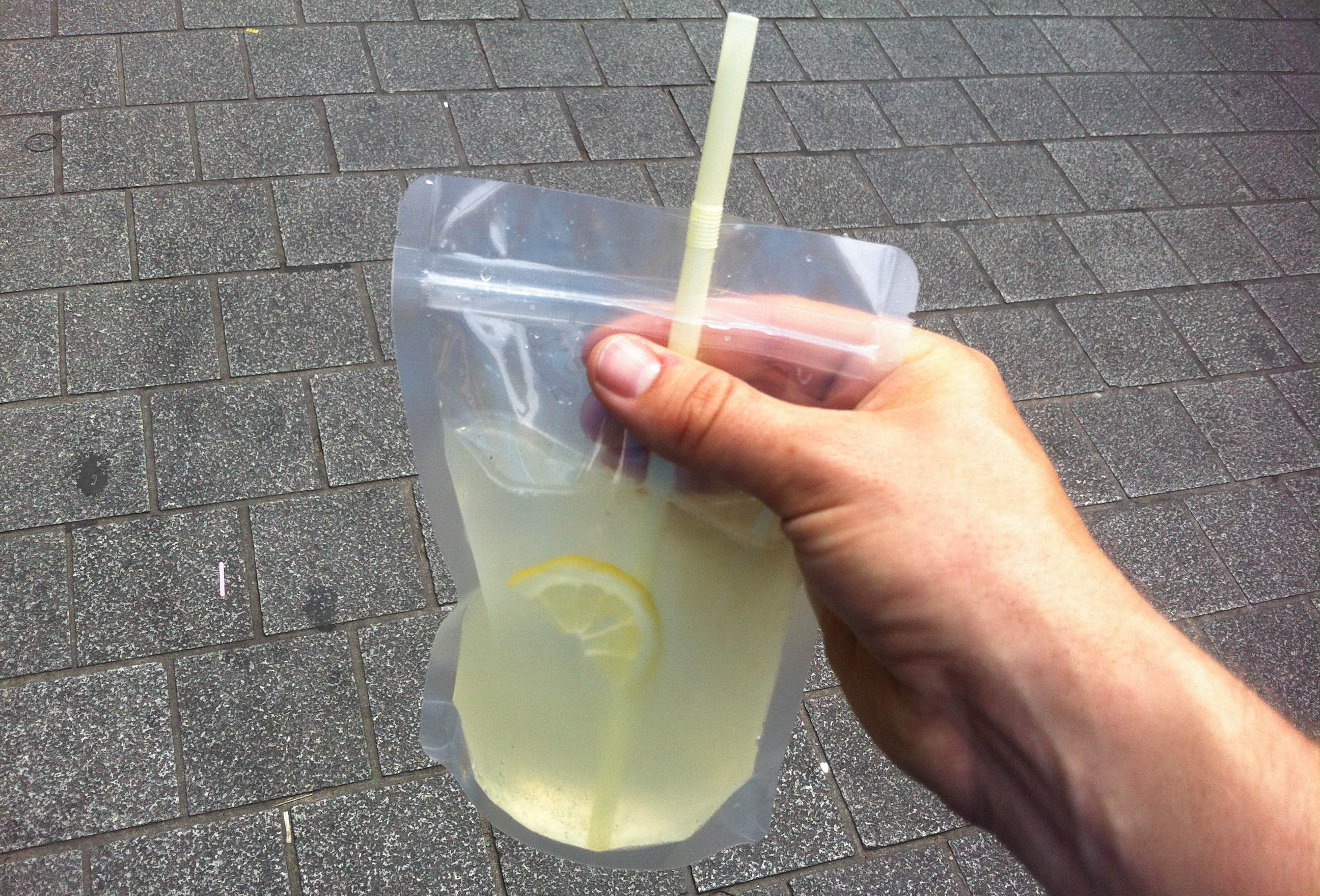
Fresco de limón.